# سورش سینگ ونگجام
سورش سینگ ونگجام (انگلیسی: Suresh Singh Wangjam؛ زادهٔ ۷ اوت ۲۰۰۰) بازیکن فوتبال است.
وی همچنین در تیم‌های ملی فوتبال زیر ۱۷ سال، زیر ۲۰ سال، زیر ۲۳ سال و بزرگسالان هند بازی کرده‌است.